# Municipio de West Marlborough
El municipio de West Marlborough (en inglés: West Marlborough Township) es un municipio ubicado en el condado de Chester en el estado estadounidense de Pensilvania. En el año 2000 tenía una población de 859 habitantes y una densidad poblacional de 19,3 personas por km².

## Geografía
El municipio de West Marlborough se encuentra ubicado en las coordenadas 39°53′33″N 75°48′36″O / 39.89250, -75.81000.

## Demografía
Según la Oficina del Censo en 2000 los ingresos medios por hogar en la localidad eran de $52 283 y los ingresos medios por familia eran de $56 875. Los hombres tenían unos ingresos medios de $36 750 frente a los $26 875 para las mujeres. La renta per cápita de la localidad era de $33 245. Alrededor del 4,8% de la población estaba por debajo del umbral de pobreza.